# 베름란드주

베름란드 주의 문장

베름란드 주의 위치

베름란드주(스웨덴어: Värmlands län, 바름란드 랜)는 스웨덴 서부에 위치한 주로 주도는 칼스타드이며 면적은 17,583km2, 인구는 272,773명(2011년 기준)이다. 북쪽으로는 달라르나주, 동쪽으로는 외레브로주, 남서쪽으로는 베스트라예탈란드주와 접하며 서쪽으로는 노르웨이의 외스트폴주, 아케르스후스주, 헤드마르크주와 접한다. 이곳에는 스웨덴에서 가장 큰 배네른 호수가 있다

## 자치시

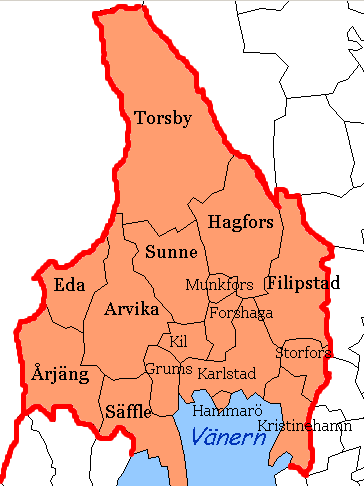
베름란드 주의 자치시

베름란드주는 16개 자치시로 구성되어 있다.
- 아르비카시 (Arvika)
- 에다시 (Eda)
- 필리프스타드시 (Filipstad)
- 포르스하가시 (Forshaga)
- 그룸스시 (Grums)
- 하그포르스시 (Hagfors)
- 함마뢰시 (Hammarö)
- 칼스타드시 (Karlstad)
- 실시 (Kil)
- 크리스티네함시 (Kristinehamn)
- 뭉크포르스시 (Munkfors)
- 스토르포르스시 (Storfors)
- 순네시 (Sunne)
- 세플레시 (Säffle)
- 토르스뷔시 (Torsby)
- 오르옝시 (Årjäng)